# Hermanis Matisons
Hermanis Matisons (1894–1932), (còn được biết đến là Herman Mattison), là một kỳ thủ Latvia và là một trong những kiện tướng cờ vua được đánh giá cao trên thế giới đầu thập kỷ 1930. Ông là một tác giả chuyên viết về tàn cuộc. Ông mất vì bệnh lao phổi khi mới 38 tuổi.
Năm 1924, Matisons vô địch Giải Vô địch Cờ vua Latvia được tổ chức lần đầu tiên.
Cùng trong năm đó, ông vô địch Giải Vô địch Cờ vua Nghiệp dư được tổ chức lần đầu (kết hợp với Thế vận hội ở Paris), vượt qua Machgielis Euwe và Edgard Colle.
Matisons chơi bàn 1 cho Latvia tại Olympiad Cờ vua 1931 ở Prague, đánh bại Akiba Rubinstein và Alexander Alekhine - đương kim Vô địch Cờ vua Thế giới.
60 bài giảng tàn cuộc của Matisons được tập hợp trong cuốn Mattison's Chess Endgame Studies viết năm 1987 của T.G. Whitworth.